# Formação Crato
A  Formação Crato (anteriormente Membro Crato) é uma formação geológica datada do período Neocretáceo (Aptiano) e está inserida litoestratigraficamente no Grupo Santana (anteriormente Formação Santana) da Bacia do Araripe, no Nordeste do Brasil. Seus afloramentos ocorrem em paredões das escarpas da Chapada do Araripe, e em pedreiras nas cercanias dos municípios de Nova Olinda, Santana do Cariri e Crato, com 90 a 100 metros de espessura.
A Formação Crato é composta por sucessões sedimentares carbonáticas e siliciclásticas intercaladas, onde destacam-se os calcários laminados que caracterizam este estrato geológico sedimentar.
Os sítios fossilíferos da Formação Crato são mundialmente reconhecidos pela excepcional preservação de fósseis continentais, classificados como do tipo Lagerstätte, um raro tipo de ocorrência fossilífera devido às condições excepcionais de preservação de tecidos moles, sendo de grande relevância para a paleontogia.
As diferentes camadas que compõe a formação iniciaram sua deposição durante o início do Aptiano, há cerca de 113 milhões, em um raso mar interior. Naquele tempo, o Atlântico Sul era uma abertura de um longo e estreito mar raso.

## História

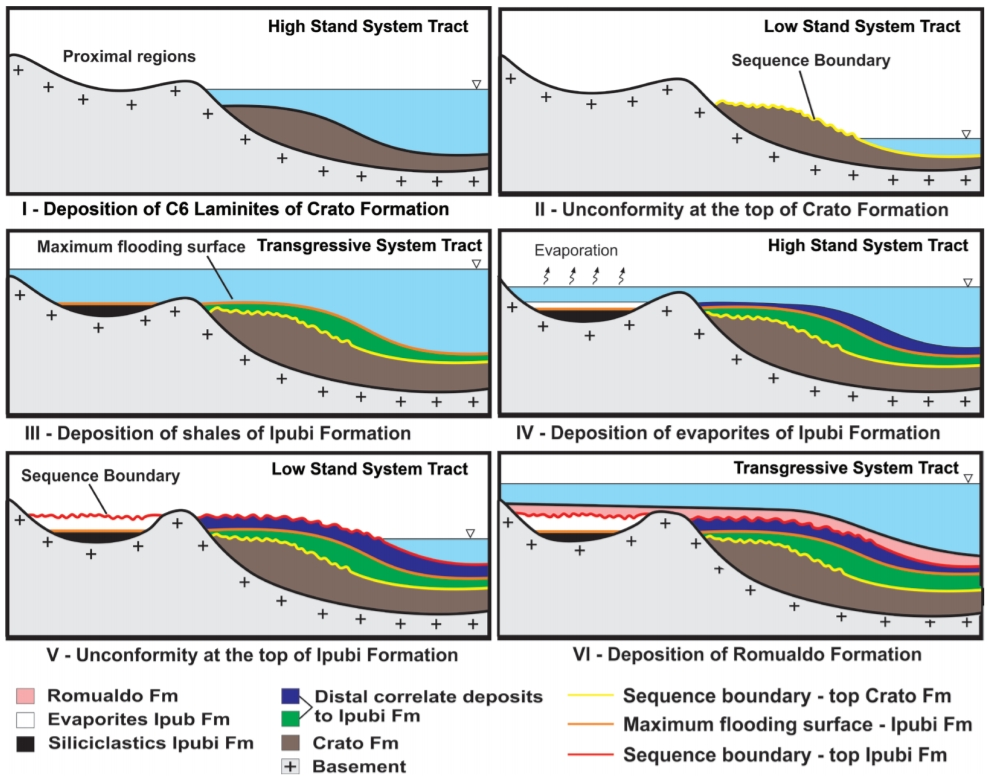
O desenvolvimento esquemático dos ambientes deposicionais do Grupo Santana

Os estudos paleontológicos na Bacia do Araripe começaram no século 19, em 1817, quando a arquiduquesa da Áustria, Maria Leopoldina, viajou para o Rio de Janeiro para se casar com o futuro imperador do Brasil, D. Pedro I. Entre os cientistas de sua comitiva, estavam dois membros da Academia de Ciências de Munique, os naturalistas alemães Johann Baptist von Spix e Karl Friedrich Philipp von Martius que realizaram, entre 1817 e 1820, uma viagem pelo território brasileiro. Seus resultados foram publicados em 1823 e 1831, na obra de três volumes “Reise in Brasilien” (Viagem pelo Brasil), onde descreveram amostras de peixes fósseis do Grupo Santana.
Em 1913, o geólogo norteamericano Horace Small realizou o primeiro mapeamento geológico da Bacia do Araripe, denominando os calcários da Formação Crato como Calcáreo de Sant’Anna.

## Litoestratigrafia
As rochas da Formação Crato são representadas por folhelhos papiráceos calcíferos, interestratificados com calcários micríticos laminados, argilosos, formando bancos extensos com mais de 20 m de espessura.

## Conteúdo de fósseis
A formação de Crato apresenta diversos e bem preservados fósseis de vertebrados, invertebrados e plantas. Cerca de 25 espécies de peixes fósseis são encontrados frequentemente com o conteúdo do estômago preservados, permitindo aos paleontólogos estudar as relações ecológicas deste ecossistema. Há também bons exemplos de pterossauros, répteis e anfíbios, invertebrados (principalmente insetos), e plantas. Até mesmo dinossauros estão representados: um maniraptora foi descrita em 1996. A incomum tafonomia do local resultou em acreções de calcário que se formaram nódulos em torno de organismos mortos, preservando partes macias como pele e musculatura, auxiliando no entendimento de sua anatomia.

### Insetos
Os insetos são o grupo mais diverso na Formação Crato. A primeira espécie descrita foi a Mesoblattina limai, por Irajá Damiani Pinto e Ivone Purper em 1986, desde então, 379 espécies em 121 famílias foram publicadas, segundo dados de 2018.
| Alguns insetos da Formação Crato | Alguns insetos da Formação Crato | Alguns insetos da Formação Crato | Alguns insetos da Formação Crato | Alguns insetos da Formação Crato |
| Gênero                           | Espécies                         | Presença                         | Descrição | Imagens                          |
| -------------------------------- | -------------------------------- | -------------------------------- | --- | -------------------------------- |
| Araripenymphes                   | A. seldoni                       | Nova Olinda Membro               | Uma neuroptera nimfada |                                  |
| Gracilepteryx                    | G. pulchra                       |                                  | Uma mariposa eolepidopterigidae |                                  |
| Makarkinia                       | M. adamsi, M. irmae e M. kerneri |                                  | Um gênero de insetos alados da ordem Neuroptera da família Kalligrammatidae cuja morfologia e ecologia são converjentes às borboletas modernas. Compreendem alguns dos maiores exemplares da ordem que já viveram. |                                  |
| Mickoleitia                      | M. longimanus                    |                                  | Um inseto Coxoplectopterano | Mickoleitia longimanus           |
| Netoxena                         | N. nana                          |                                  | Uma mariposa Eolepidopterigidae |                                  |
| Principiala                      | P. incerta                       |                                  | Uma neuroptera Ithonidae, espécie-tipo do Principiala |                                  |
| Psamateia                        | P. calipsa                       |                                  | Uma mariposa Eolepidopterigidae |                                  |
| Rafaelia                         | R. maxima                        |                                  | Neuropterida incertae sedis |                                  |
| Undopterix                       | U. cariensis                     |                                  | Uma mariposa Eolepidopterigidae |                                  |

### Artrópodes
| Outros artrópodes da Formação Crato | Outros artrópodes da Formação Crato | Outros artrópodes da Formação Crato | Outros artrópodes da Formação Crato | Outros artrópodes da Formação Crato |
| Gênero                              | Espécies                            | Presença                            | Descrição                           | Imagens                             |
| ----------------------------------- | ----------------------------------- | ----------------------------------- | ----------------------------------- | ----------------------------------- |
| Protoischnurus                      | P. axelrodorum                      |                                     | Escorpião                           |                                     |

### Peixe
| Peixes da Formação Crato | Peixes da Formação Crato  | Peixes da Formação Crato | Peixes da Formação Crato | Peixes da Formação Crato | Peixes da Formação Crato |
| Gênero                   | Espécies                  | Presença                 | Descrição                | Imagens                  | Notas                    |
| ------------------------ | ------------------------- | ------------------------ | ------------------------ | ------------------------ | ------------------------ |
| Araripelepidotes         | Araripelepidotes temnurus |                          |                          |                          | [ 11 ]                   |
| Belonostomus             | Belonostomus sp.          |                          |                          |                          | [ 12 ]                   |
| Calamopleurus            | Calamopleurus cylindricus |                          |                          |                          | [ 13 ]                   |
| Cladocyclus              | Cladocyclus gardneri      |                          | Um Ichthyodectidae peixe |                          | [ 14 ]                   |
| Cratoamia                | Cratoamia gondwanica      |                          |                          |                          | [ 15 ]                   |
| Dastilbe                 | Dastilbe crandalli        |                          |                          |                          | [ 16 ]                   |
| Lepidotes                | Lepidotes wenzae          |                          |                          |                          | [ 17 ]                   |
| Placidichthys            | Placidichthys bidorsalis  |                          |                          |                          | [ 18 ]                   |
| Santanichthys            | Santanichthys diasii      |                          |                          |                          | [ 19 ]                   |

### Anfíbios
| Anfíbios da Formação Crato | Anfíbios da Formação Crato              | Anfíbios da Formação Crato | Anfíbios da Formação Crato | Anfíbios da Formação Crato |
| Gênero                     | Espécies                                | Presença                   | Descrição                  | Imagens                    |
| -------------------------- | --------------------------------------- | -------------------------- | -------------------------- | -------------------------- |
| Arariphrynus               | Arariphrynus placidoi                   |                            |                            |                            |
| Crátia                     | Crátia gracilis                         |                            |                            |                            |
| Eurycephalella             | Eurycephalella alcinae                  |                            |                            |                            |
| Pipoidea                   | Possível resto de indeterminado pipoid. |                            |                            |                            |

### Escamados
| Squamatanas da Formação Crato | Squamatanas da Formação Crato | Squamatanas da Formação Crato | Squamatanas da Formação Crato          | Squamatanas da Formação Crato |
| Gênero                        | Espécies                      | Presença                      | Descrição                              | Imagens                       |
| ----------------------------- | ----------------------------- | ----------------------------- | -------------------------------------- | ----------------------------- |
| Calanguban                    | C. alamoi                     |                               | Lagarto Scleroglossa                   |                               |
| Tetrapodophis                 | T. amplectus                  |                               | Um ramo do grupo das cobras com pernas |                               |

### Dinosauria
| Os dinossauros e as aves da Formação Crato | Os dinossauros e as aves da Formação Crato | Os dinossauros e as aves da Formação Crato | Os dinossauros e as aves da Formação Crato                                                           | Os dinossauros e as aves da Formação Crato |
| Gênero                                     | Espécies                                   | Presença                                   | Notas                                                                                                | Imagens                                    |
| ------------------------------------------ | ------------------------------------------ | ------------------------------------------ | --- | ------------------------------------------ |
| ?Avialae                                   | ?espécies Avialanas                        |                                            | Inúmeras penas isoladas                                                                              |                                            |
| Cratoavis                                  | C. cearensis                               |                                            | Enantiornithine                                                                                      |                                            |
| Kaririavis                                 | K. mater                                   |                                            | Ornithuromorpha                                                                                      |                                            |
| "Ubirajara"                                | "U. jubatus"                               |                                            | Compsognathidae (Artigo original retirado do ar por falta de informações de procedência do material) |                                            |

### Crurotarsans
| Crocodylomorphs da Formação Crato | Crocodylomorphs da Formação Crato | Crocodylomorphs da Formação Crato | Crocodylomorphs da Formação Crato | Crocodylomorphs da Formação Crato |
| Gênero                            | Espécies                          | Presença                          | Descrição                         | Imagens                           |
| --------------------------------- | --------------------------------- | --------------------------------- | --------------------------------- | --------------------------------- |
| Susisuchus                        | Susisuchus anatoceps              |                                   |                                   |                                   |
| Susisuchus                        | cf. Susisuchus sp.                |                                   | Espécies não descritas            |                                   |

### Pterossauro
| O pterossauro da Formação Crato | O pterossauro da Formação Crato | O pterossauro da Formação Crato | O pterossauro da Formação Crato | O pterossauro da Formação Crato |
| Gênero                          | Espécies                        | Presença                        | Descrição                       | Imagens                         |
| ------------------------------- | ------------------------------- | ------------------------------- | ------------------------------- | ------------------------------- |
| Arthurdactylus                  | A. conandoylei                  |                                 |                                 |                                 |
| Aymberedactylus                 | A. cearensis                    |                                 | Basal membro do Tapejarinae.    | Holótipo                        |
| Brasileodactylus                | B. sp.                          |                                 |                                 |                                 |
| Lacusovagus                     | L. magnificens                  | Membro de Nova Olinda           |                                 |                                 |
| Ludodactylus                    | L. sibbicki                     |                                 | Um ornithocheiridio             | Ludodactylus sp.                |
| Tupandactylus                   | T. imperator T. navigans        |                                 |                                 | Tupandactylus navigans          |
| ?Tupuxuara                      | ?T. sp.                         |                                 |                                 |                                 |

### Flora
| Flora da Formação Crato | Flora da Formação Crato |
| Espécies | Notas                   |
| --- | ----------------------- |
| Araucária cartellei, Brachyphyllum obesum, B. castilhoi, B. insigne, Iara iguaçu, Caytoniales sp., Ephedra sp., Araripia florifera, Araucarites vulcanoi, Cariria orbiculiconiformis, Cearania heterophylla, Cratonia endosperma, Endressinia brasiliana,Klitzchophyllites flabellatus, Novaolindia dubia, Pluricarpellatia peltata, Podozamites lanceolatus, Protananas lucenae, Ruffordia goeppertii, Tomaxellia biforme, Welwitschiaprisca austroamericana, Welwitschiophyllum brasiliense, Welwitschiostrobus murili, Araucariostrobus sp., Frenelopsis sp., Isoetites sp., Lindleycladus sp., Schizoneura sp. | [ 27 ]                  |

### Outros fósseis
- Araripenaeus timidus[28]
- † Cratoalloneura – tipo localidade para gênero
  - † Cratoalloneura acuminata – tipo de localidade para espécies
  - † Cratoalloneura verdandia – tipo de localidade para espécies
- † Cratoatractocerus – tipo localidade por gênero
  - † Cratoatractocerus grimaldii – tipo de localidade para espécies
- † Cratoborellia – tipo localidade por gênero
  - † Cratoborellia gorbi – tipo de localidade para espécies
- † Cratochrysa – tipo localidade por gênero
  - † Cratochrysa martinsnetoi – tipo de localidade para espécies
  - † Cratochrysa sublapsa – tipo de localidade para espécies
  - † Cratochrysa willmanni – tipo de localidade para espécies
- † Cratocora – tipo localidade por gênero
  - † Cratocora crassa – tipo de localidade para espécies
- † Cratocordulia – tipo localidade por gênero
  - † Cratocordulia borschukewitzi – tipo de localidade para espécies
- † Cratocoris – tipo localidade por gênero
  - † Cratocoris shevchenkoae – tipo de localidade para espécies
- † Cratocorydalopsis – tipo localidade por gênero
  - † Cratocorydalopsis brasiliensis – tipo de localidade para espécies
- † Cratocossus – tipo localidade por gênero
  - † Cratocossus magnus – tipo de localidade para espécies
- † Cratodactylus – tipo localidade por gênero
  - † Cratodactylus ferreirai – tipo de localidade para espécies
  - † Cratodactylus kellneri – tipo de localidade para espécies
- † Cratoelcana – tipo localidade por gênero
  - † Cratoelcana damianii – tipo de localidade para espécies
  - † Cratoelcana zessini – tipo de localidade para espécies
- † Cratoenigma – tipo localidade por gênero
  - † Cratoenigma articulata – tipo de localidade para espécies
- † Cratogomphus – tipo localidade por gênero
  - † Cratogomphus erraticus – tipo de localidade para espécies
- † Cratogryllus – tipo localidade por gênero
  - † Cratogryllus cigueli – tipo de localidade para espécies
  - † Cratogryllus guimaraesae – tipo de localidade para espécies
  - † Cratogryllus pentagonalis – tipo de localidade para espécies
- † Cratohagenius – tipo localidade por gênero
  - † Cratohagenius erichweberi – tipo de localidade para espécies
- † Cratohaglopsis – tipo localidade por gênero
  - † Cratohaglopsis santanaensis – tipo de localidade para espécies
- † Cratohexagenites – tipo localidade por gênero
  - † Cratohexagenites longicercus – tipo de localidade para espécies
  - † Cratohexagenites minor – tipo de localidade para espécies
- † Cratokalotermes – tipo localidade por gênero
  - † Cratokalotermes santanensis – tipo de localidade para espécies
- † Cratolindenia – tipo localidade por gênero
  - † Cratolindenia knuepfae – tipo de localidade para espécies
- † Cratolocustopsis
  - † Cratolocustopsis araripensis – tipo de localidade para espécies
  - † Cratolocustopsis contumax’ – tipo de localidade para espécies
  - † Cratolocustopsis cretacea – tipo de localidade para espécies
- † Cratomacer – tipo localidade por gênero
  - † Cratomacer ephippiger – tipo de localidade para espécies
  - † Cratomacer immersus – tipo de localidade para espécies
- † Cratomastotermes – tipo localidade por gênero
  - † Cratomastotermes wolfschwenningeri – tipo de localidade para espécies
- † Cratomyia – tipo localidade por gênero
  - † Cratomyia cretacica – tipo de localidade para espécies
  - † Cratomyia macrorrhyncha – tipo de localidade para espécies
- † Cratonemonyx – tipo localidade por gênero
  - † Cratonemonyx martinsnetoi – tipo de localidade para espécies
- † Cratonemopteryx – tipo localidade por gênero
  - † Cratonemopteryx audax – tipo de localidade para espécies
  - † Cratonemopteryx robusta – tipo de localidade para espécies
  - † Cratonemopteryx speciosa – tipo de localidade para espécies
- † Cratonepa – tipo localidade por gênero
  - † Cratonepa enigmatica – tipo de localidade para espécies
- † Cratonerthra – tipo localidade por gênero
  - † Cratonerthra corinthiana – tipo de localidade para espécies
  - † Cratonerthra estevezae – tipo de localidade para espécies
- † Cratoneura – tipo localidade por gênero
  - † Cratoneura dividens – tipo de localidade para espécies
  - † Cratoneura longissima – tipo de localidade para espécies
  - † Cratoneura pulchella – tipo de localidade para espécies
- † Cratonympha – tipo localidade por gênero
  - † Cratonympha microcelata – tipo de localidade para espécies
- † Cratopelocoris – tipo localidade por gênero
  - † Cratopelocoris carpinteroi – tipo de localidade para espécies
- † Cratopetalia – tipo localidade por gênero
  - † Cratopetalia whiteheadi – tipo de localidade para espécies
- † Cratopetalura – tipo localidade por gênero
- † Cratopetalura
  - † Cratopetalura petruleviciusi – tipo de localidade para espécies
  - † Cratopetalura petruleviciusi
- † Cratopsychopsis – tipo localidade por gênero
  - † Cratopsychopsis maiseyi – tipo de localidade para espécies
- † Cratopteryx – tipo localidade por gênero
- † Cratopteryx
  - † Cratopteryx nemopteroides – tipo de localidade para espécies
  - † Cratopteryx robertosantosi – tipo de localidade para espécies
- † Cratoraricrus – tipo localidade por gênero
  - † Cratoraricrus oberlii – tipo de localidade para espécies
- † Cratoscalapha – tipo localidade por gênero
  - † Cratoscalapha electroneura – tipo de localidade para espécies
- † Cratosisyrops – tipo localidade por gênero
  - † Cratosisyrops gonzagai – tipo de localidade para espécies
- † Cratosmylus – tipo localidade por gênero
  - † Cratosmylus magnificus – tipo de localidade para espécies
- † Cratosolpuga
  - † Cratosolpuga wunderlichi – tipo de localidade para espécies
- † Cratostenophlebia – tipo localidade por gênero
  - † Cratostenophlebia schwickerti – tipo de localidade para espécies
- † Cratotabanus – tipo localidade por gênero
  - † Cratotabanus stonemyomorphus – tipo de localidade para espécies
- † Cratotetraspinus – tipo localidade por gênero
  - † Cratotetraspinus fossorius – tipo de localidade para espécies
- † Cratotipula – tipo localidade por gênero
  - † Cratotipula latialata – tipo de localidade para espécies
- † Cratovitisma – tipo localidade por gênero
  - † Cratovitisma oldreadi – tipo de localidade para espécies
- † Cratovoluptia – tipo localidade por gênero
  - † Cratovoluptia criptoneura – tipo de localidade para espécies
- † Cratozeunerella – tipo localidade por gênero
  - † Cratozeunerella amedegnatoi – tipo de localidade para espécies
  - † Cratozeunerella godoii – tipo de localidade para espécies
  - † Cratozeunerella neotropica – tipo de localidade para espécies
  - † Cratozeunerella nervosa – tipo de localidade para espécies
  - † Cratozeunerella soaresi – tipo de localidade para espécies
  - † Cratozeunerella titanella – tipo de localidade para espécies

## Leitura complementar
- Bétard, Francisco; Jean-Pierre Peulvast; Alexsandra de Oliveira Magalhães; Maria de Lourdes Carvalho Neta, e Francisco Idalecio de Freitas. 2017. Araripe Basin: Um Grande Geodiversidade Hotspot no Brasil. Geoheritage _. 1-18. Acessado 2018-10-06.
- Neumann, V. H.; A. G. Borrego; L. Cabrera, R. Dino. 2003. De matéria orgânica, composição e distribuição por meio do Aptiano–Albiano seqüências lacustres da Bacia do Araripe, nordeste do Brasil. Revista internacional de Carvão Geologia 54. 21-40. Acessado 2018-10-05.